# Alkanna strigosa
Alkanna strigosa là loài thực vật có hoa trong họ Mồ hôi. Loài này được Boiss. & Hohen. mô tả khoa học đầu tiên năm 1844.